# Dimetilureja
Dimetilureja (DMU, 1,3-Dimetilureja) je derivat ureje koji se koristi kao intermedijar u organskoj sintezi. Ona je bezbojni kristalni prah male toksičnosti.

## Upotrebe
1,3-Dimetilureja se koristi za sintezu kofeina, teofilina i drugih lekova, u obradi tekstila, herbicidima itd. U industriji proizvodnje tekstila 1,3-dimetilureja se koristi kao intermedijar za produkciju bez-formaldehidnih jednostavnih za upotrebu agenasa za tretiranje tekstila.